# Płaszczyzna fazowa
Płaszczyzna fazowa – sposób wizualizacji charakterystyki rozwiązań pewnej klasy równań różniczkowych – jednorodnych równań różniczkowych pierwszego rzędu w dwóch wymiarach.
Równanie jednorodne w dwóch wymiarach można zapisać jako układ równań:
{\displaystyle \left\{{\begin{matrix}x'(t)=f(x,y)\\y'(t)=g(x,y)\end{matrix}}\right.}
z zadanym warunkiem początkowym:
{\displaystyle \left\{{\begin{matrix}x(0)=x_{0}\\y(0)=y_{0}\end{matrix}}\right.}
Rozwiązując ten układ otrzymuje się dwie funkcje:
{\displaystyle \left\{{\begin{matrix}x(t)=p(t)\\y(t)=q(t)\end{matrix}}\right.}
spełniające warunek początkowy. Można narysować wykresy funkcji {\displaystyle x(t)} i {\displaystyle y(t)} osobno, można jednak także wyrugować parametr {\displaystyle t} i uzyskać wykres funkcji (trajektorię układu) w układzie współrzędnych {\displaystyle (x,y),} czyli w płaszczyźnie fazowej.
Dla równania jednorodnego wektor stały {\displaystyle (x,y)=(0,0)} jest rozwiązaniem. Oznacza to, że początek układu współrzędnych w płaszczyźnie fazowej jest zawsze punktem równowagi. W każdym innym punkcie płaszczyzny fazowej można narysować wektor o współrzędnych {\displaystyle (f(x,y),g(x,y))} – jest on styczny do trajektorii układu przez ten punkt przechodzącej. Rysując takie wektory dla wielu punktów płaszczyzny, rozpoczynając z dowolnego jej punktu, można narysować przybliżony przebieg trajektorii układu i zorientować się jaki charakter mają rozwiązania: czy zbiegają się do punktu równowagi, rozchodzą się od niego czy też są zamkniętymi orbitami wokół punktu równowagi.
Na przykład rozwiązując układ
{\displaystyle \left\{{\begin{matrix}x'(t)=y(t)\\y'(t)=-x(t)\end{matrix}}\right.}
z zadanym warunkiem początkowym
{\displaystyle \left\{{\begin{matrix}x(0)=0\\y(0)=1\end{matrix}}\right.}
otrzymuje się następujące funkcje:
{\displaystyle \left\{{\begin{matrix}x(t)=\sin {t}\\y(t)=\cos {t}\end{matrix}}\right.}

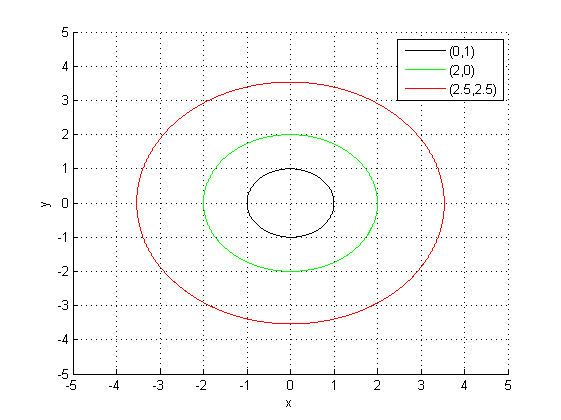
Trajektoria fazowa dla różnych warunków początkowych (x, y)

Podnosząc je do kwadratu i sumując otrzymuje się jedynkę trygonometryczną {\displaystyle x^{2}(t)+y^{2}(t)=\sin ^{2}{t}+\cos ^{2}{t}=1,} a zatem w płaszczyźnie fazowej otrzymuje się rozwiązanie – trajektorię fazową, która będzie okręgiem o środku w punkcie {\displaystyle (0,0)} i promieniu {\displaystyle 1,} przechodzącą przez punkt początkowy {\displaystyle (0,1).}
Metoda płaszczyzny fazowej wykorzystywana bywa do określenia charakteru rozwiązań równań nieliniowych z niewielkimi i gładkimi nieliniowościami. Równania takie pojawiają się często w badaniu różnych układów dynamicznych. Można ją też stosować do badania rozwiązań równań jednowymiarowych drugiego rzędu. Równania takie sprowadza się, przez wprowadzenie zmiennej {\displaystyle y=dx/dt} do układu dwóch równań pierwszego rzędu, które można zanalizować powyższą metodą.